# Aemilia (geslacht)
Aemilia is een geslacht van vlinders van de familie spinneruilen (Erebidae), uit de onderfamilie Arctiinae.

## Soorten
- A. affinis Rothschild, 1909
- A. ambigua Strecker, 1878
- A. asignata Hampson, 1901
- A. brunneipars Hampson, 1909
- A. carmen Schaus, 1920
- A. castanea Joicey & Talbot, 1916
- A. crassa Walker, 1865
- A. melanchra Schaus, 1905
- A. mincosa Druce, 1906
- A. ockendeni Rothschild, 1909
- A. pagana Schaus, 1894
- A. peropaca Seitz, 1920
- A. rubiplaga Walker, 1853
- A. tabaconas Joicey & Talbot, 1916
- A. testudo Hampson, 1901